# 신데렐라 (소프트웨어)
신데렐라는 자바로 만들어진 동적 기하 소프트웨어이다.

## 역사
신데렐라는 초기에 Jürgen Richter-Gebert 와 Henry Crapo 에 의해 개발되었으며 Richter-Gebert 에 의해 이항 증명 방법을 사용하여 자동 정리 증명을 위한 교차 정리와 가정을 사용하였다. 초기의 소프트웨어는 Next 플랫폼에 기반한 Objective-C에서 개발되었다.
1996에 신데렐라는 Jürgen Richter-Gebert 와 Ulrich Kortenkamp 에 의해 자바로 다시 쓰여졌다. 이는 이항 증명 장치를 포함하고 있었으나 초기의 모델로서 교실 수업에 사용되기에는 적합하지 않았다. 1997년에 독일의 Karlsruhe에서 Multimedia Innovation Award를 수상하였다. 독일의 교육 소프트웨어 출판사인 Heureka-Klett와 과학 계열의 출판사인 Springer-Verlag는 신데렐라의 상업적 버전을 개발하는 것에 동의하였다. 신데렐라 1.0 의 학교 교육용 버전은 1998년에 공개되었으며, 150여개의 예제와 애니메이션, 연습문제를 포함하고 있었다. 1999년에는 대학 교육용 버전이 공개되었다. 2006년에는 신데렐라의 새로운 버전인 신데렐라.2 가 온라인에서만 사용할 수 있는 버전으로 공개되었다. 현재 버전인 2.6에 대한 인쇄된 매뉴얼은 2012년에 Springer-Verlag에 의해 출판되었다.
2013년에는 신데렐라의 프로 버전이 공개되어 자유롭게 사용할 수 있게 되었다.

## 기능
상호작용적인 기하, 해석 부문에 있어 유클리드 기하, 구면 기하, 쌍곡 기하 기능을 제공하고 있다. 또한 신데렐라는 물리 모의실험 엔진과 스크립트 언어를 포함하고 있다. 블로그로 내보내기 기능은 단 한번의 클릭으로 웹에 신데렐라 구성물을 내보낼 수 있게 되어있다. 신데렐라는 현재 주로 독일의 대학에서 사용되고 있으나 사용법이 쉽기 때문에 초등학교나 중등학교에서 사용하는 것이 가능하다.

## 한글화
신데렐라.2 한국어 버전 관리는 2014년부터 최경식 보관됨 2016-03-05 - 웨이백 머신(kyeong@cinderella.or.kr)이 담당하고 있다.